# Sardón de los Frailes
Sardón de los Frailes település Spanyolországban, Salamanca tartományban. Sardón de los Frailes Monleras, El Manzano, Almendra, Villar del Buey és Salce községekkel határos. Lakosainak száma 101 fő (2024).

## Népesség
A település népessége az elmúlt években az alábbi módon változott:
| Lakosok száma | 108  | 88   | 101  | 101  | 84   | 85   | 84   | 88   | 101  | 101  |
|               | 2001 | 2004 | 2007 | 2009 | 2012 | 2014 | 2017 | 2019 | 2022 | 2024 |